# Marlayne
Marlayne, née à Baarn (Pays-Bas) le 1er juillet 1971, est une chanteuse et présentatrice néerlandaise, connue pour sa participation au Concours Eurovision de la chanson en 1999 avec One Good Reason (en), où elle termina 8e (sur 23 pays participants).